# Janez III. Egmontski

Janez III. Egmontski (ali Egmondski ) (Hattem, 3. april 1438 – Egmond, 21. avgust 1516) je gospod Egmontski in je bil prvi grof Egmontski, gospodar Baera, Lathuma, Hoogwoudeja, Aarstwoudeja, Purmerenda, Purmerlanda in Ilpendama ter Štatholder - cesarski namestnik (upravitelj) Holandije, Zelandije in Zahodne Frizije.

## Življenjepis
Janez je bil sin Viljema IV. Egmontskega in Valburge iz Meursa. Zaradi šepanja je dobil vzdevek "Šepavi Janez" (Manke Jan). Bil je 22. Egmontski gospod.
Kot njegov oče je podpiral proburgundsko stranko v boju za nadzor nad Geldersom.
Leta 1465 je romal v Sveto deželo, kjer je bil sprejet v viteški red Svetega groba.
Ko je  Karel Drzni prišel na oblast v Geldersu, je bil Janez leta 1474 imenovan za sodnega izvršitelja Zahodne Frizije in guvernerja Arnhema. Leta 1480 je zavzel močan grad Ravenstein, oblegal in zavzel Wageningen, z zvijačo zavzel Dordrecht, in leta 1482 podprl škofa Davida Burgundskega proti prebivalcem Utrechta.
Zaradi njegove vloge v vojnah "trnek in trska" ga je Maksimilijan Avstrijski leta 1483 postavil za  cesarskega namestnika Holandije, Zelandije in Zahodne Frizije, to funkcijo je opravljal do leta 1515. Tudi v tej funkciji ga vsako leto najdemo na terenu. Leta 1486 je bil na kronanju Maksimilijana v Aachnu, leta 1486 pa je oblegal mesto Rotterdam. Leta 1487 je v Friziji kot zaveznik Vetkoperjev; leta 1489 v Holandiji, ko je zavzel Hoorn, Poelgeest, Woerden in druge obmejne kraje; leta 1490 je zavzel Montfoort in premagal Franca Brederodskega in njegove privržence v pomorski bitki na vodah Zelandije. 
Leta 1491 je postal tudi vitez  reda zlatega runa. Leta 1491 se je soočil z uporom "kruha in sira", kmeškim puntom v Zahodni Friziji, ki so se mu leta 1492 pridružili meščani Alkmaarja in skupaj osvojili Haarlem. Upor je zadušil s podporo Alberta III., saškega vojvode. Njegova zadnja oborožena akcija je bilo neuspešno obleganje gradu Pouderoijen leta 1507.
Sijaj svoje hiše je še povečal z nakupom, med drugim, gospostev Purmerende in Hoogwoude. Nekaj portretov Janeza Egmontskega hranijo Rijksmuseum Amsterdam in Centralnem Muzeju v Utrechtu. Diptih, ki ga je naslikal mojster iz Alkmaarja, hranijo v Metropolitanskem muzeju umetnosti v New Yorku.

## Poroka in otroci
Janez se je leta 1484 poročil z Magdaleno Verdenburško, sestrično Maksimilijana Avstrijskega; rodila mu je petnajst otrok, od katerih jih je osem umrlo mladih. Magdalena je bila pokopana z možem leta 1538. Preživeli otroci so bili:
- Valburga (ok. 1489–1529), prva žena Viljema Bogatega, očeta Viljema Oranskega;
- Janez IV. (1499–1528), njegov naslednik;
- Katarina Egmontska (1491 - 1544),por. s Frankom Borselenskim;
- Ana Egmontska (ca. 1493 – 1563), cistercijanska opatinja;
- Ana, poročena z Bernardom Bentheimskim;
- Filip Egmontski, gospod gospoščine Baer;
- Jurij Egmontski, opat samostana St. Amant;
- Georg (ca. 1504 - 1559);
- Ivana Egmontska, por. s cesarskim namestnikom Georg Schenck Toutenburški;
- Josina Egmontska, por. leta 1511 z Janezom II. Wassenaarskim.